# Sago

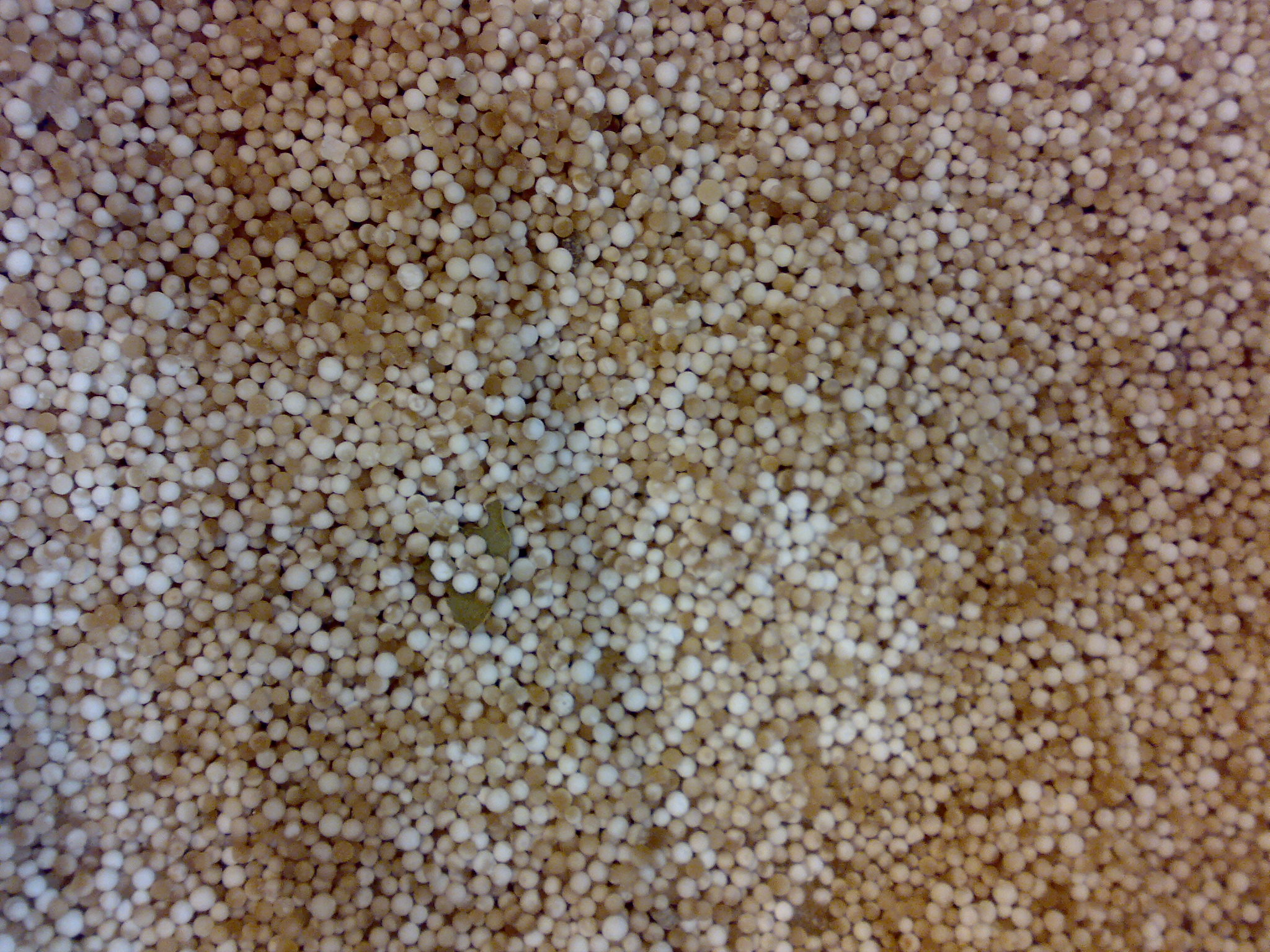
Perlsago

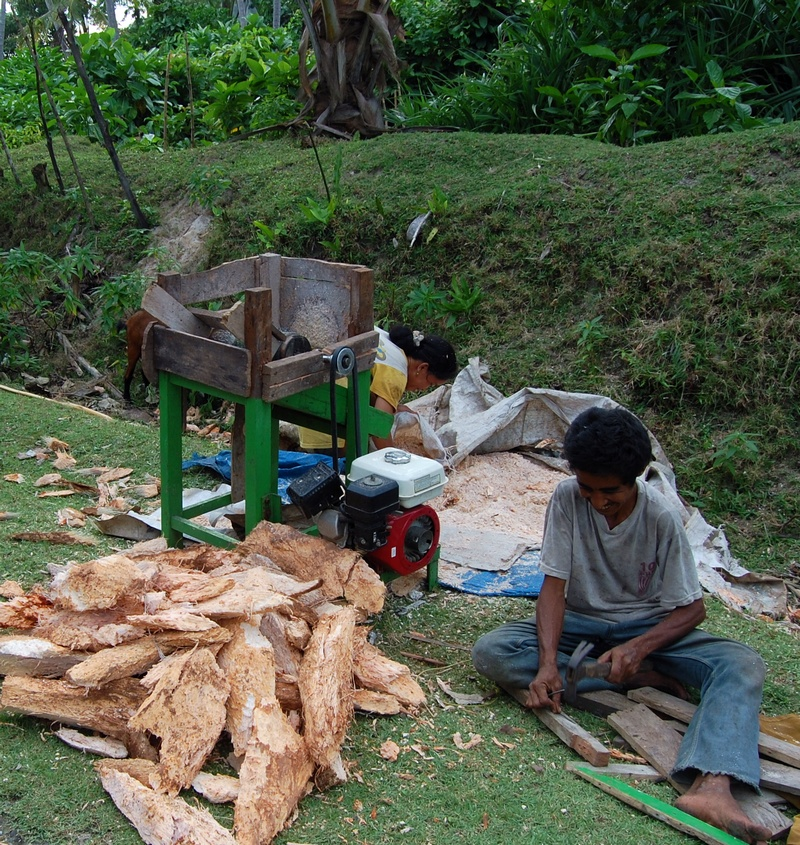
Zerkleinerung des Marks der Sagopalme

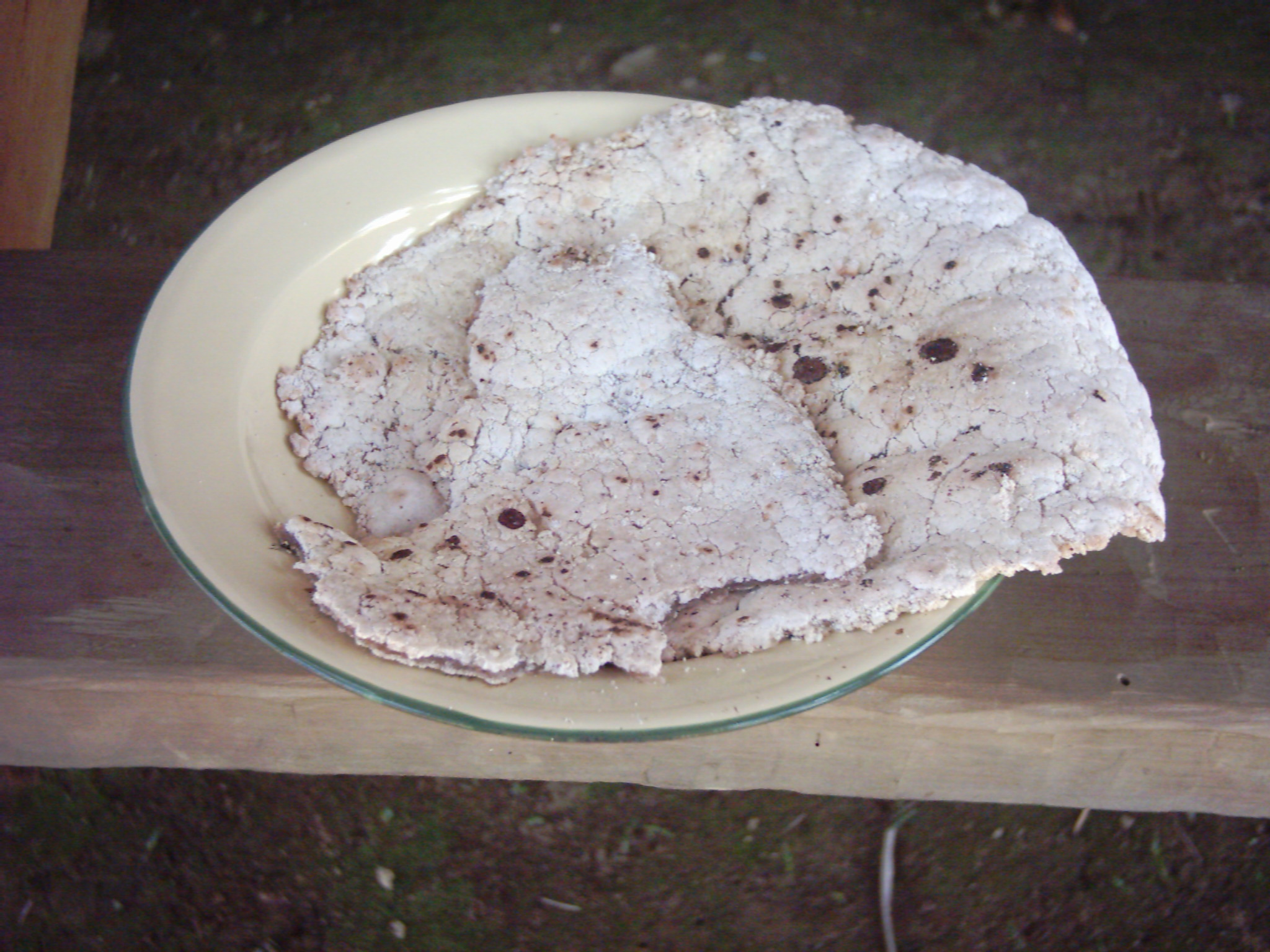
Sagopfannkuchen (nur aus Mark der Sagopalme und Wasser gemacht), Grundnahrungsmittel u. a. in großen Teilen Neuguineas

Sagostärke ist ein geschmacksneutrales Verdickungsmittel aus granulierter Stärke, das aus dem Mark des Stammes der Echten Sagopalme gewonnen wird. Dies geschieht durch ein mechanisches Nassverfahren. Sagomehl wird durch trockene Vermahlung aus dem Mark der Sagopalme gewonnen. Es enthält neben Stärke auch noch Faserbestandteile, Proteine und andere Verunreinigungen.
Da Sagostärke in feinen Kugeln von etwa 1 bis 3 mm Durchmesser angeboten wird, nennt man es auch „Perlsago“. Sago wird zum Andicken von Suppen und zum Herstellen süßer Fruchtgrützen, Kaltschalen und Puddings benutzt.

## Geschichte, Herstellung und Verwendung
Ursprünglich wurde Sago aus dem Mark der Sagopalme (Metroxylon sagu) gewonnen. Der frühere Name Metroxylon rumphii leitet sich her von dem Hessen Georg Eberhard Rumpf, gen. Rumphius (1628–1702), der als Kolonialbeamter der niederländischen Ostindien-Kompanie in Niederländisch-Indien lebte, sich als Naturforscher betätigte und Metroxylon erstmals botanisch beschrieb. Heute wird Sago auch aus Wurzelknollen anderer tropischer Pflanzen gewonnen, beispielsweise aus Maniok. Auch einige Arten der Palmfarne, vor allem aus der Gattung Cycas, zum Beispiel C. circinalis und C. revoluta, sind Lieferanten für Sago. Allerdings sind alle Palmfarnarten geschützte Pflanzen auf der CITES-Liste.
Der papuanische Name Sago bedeutet so viel wie Brot, denn die Stärke der Sagopalme liefert auf vielen Inseln das Mehl für Brot und Fladen. Marco Polo brachte den ersten Sago im Jahre 1280 nach Europa. Er berichtete von den Sagopalmen und ihrer Bedeutung als wichtige Volksnahrung. Im 16. Jahrhundert brachten die Portugiesen Sago erstmals in den Handel. Heute ist Sago vor allem für Singapur ein wichtiger Exportartikel.
Die Gewinnung von „Perlsago“ kann auf zwei Arten erfolgen. Eine Möglichkeit ist das Einritzen der Stämme, bei dem der auslaufende dicke Saft gesammelt und durch Siebe gestrichen wird. Dadurch entstehen die Kugeln, die vollständig hart austrocknen müssen, bevor sie verwendet werden können. Es ist aber auch möglich, Perlsago aus den gefällten Palmen herzustellen. Dazu wird das unter der Rinde liegende Mark grob geraspelt und unter Hinzufügung von Wasser zerstampft, bis sich die enthaltene Stärke löst. Dieses Sagomehl wird zunächst getrocknet und dann wieder mit Wasser vermischt. Der so entstehende Brei wird dann ebenfalls durch Siebe gestrichen, um die Kugeln zu erhalten. Dieses Stärkegranulat eignet sich besonders gut für den Export.
Diese Herstellungsart ist auch mit Stärke aus anderen Pflanzen möglich. In Deutschland wird seit etwa 1810 Sago oft aus Kartoffelstärke hergestellt. In den 1930er und 1940er Jahren wurde Kartoffelsago als Teil der Autarkiebestrebungen und der Kriegswirtschaft angesehen. Heute ist eine Variante aus Tapioka vor allem in der indischen und thailändischen Küche verbreitet, ebenso in Westafrika. Im Orinoco-Flussdelta in Venezuela gewinnen die einheimischen Warao-Indianer Sagomehl aus der Buriti-Palme (Mauritia flexuosa).
Im trockenen Zustand sind Sagokugeln weiß, beim Einweichen in Wasser werden sie weich und transparent. Wird Sago zu lange eingeweicht oder gekocht, wird es breiig. Zum Andicken von Speisen wird das Sago nur so lange gekocht, bis es weich, aber noch kugelförmig ist.